# 10681 ХТУРЕ
10681 ХТУРЕ (анг. 10681 Khture) — астероїд головного поясу, відкритий 14 жовтня 1979 року.

## Орбіта
|  |  |

## Історія

### Відкриття
Астероїд 10681 Khture головного поясу, відкритий 14 жовтня 1979 року Черних Миколою Степановичем в Кримській астрофізичній обсерваторії.

### Назви
Названий на честь Харківського технічного університету радіоелектроніки. Так як в університеті була створена наукова школа Метеорна радіолокація під керівництвом Кащеєва Бориса Леонідовича яка зробила значний вклад в радиоасстрономічні дослідженнями метеорів. Також в університеті була створена своя служба часу. Слід зазначити, що до відомих представників Харківської наукової школа метеорної радіолокації і радіозв'язку відноситься Волощук Юрій Іванович під керівництвом якого був створений найбільший в світі каталог орбіт метеорних тіл (близько 250 тисяч одиниць) і каталог 5160 метеорних потоків, які можуть бути застосовані в пошуку небезпечних для Землі астероїдів.

Свідоцтво про присвоєння назви ХТУРЕ малій планеті

## Параметри
Тіссеранів параметр щодо планети Юпітера — 3,186.